# Rajd Ypres 2013
Rezultaty Rajdu Ypres (49. Geko Ypres Rally 2013), eliminacji Rajdowych Mistrzostw Europy w 2013 roku, który odbył się w dniach 27 czerwca - 29 czerwca. Była to szósta runda czempionatu w tamtym roku, odbywająca się na nawierzchni asfaltowej, a także piąta w mistrzostwach Belgii. Bazą rajdu było miasto Ypres. Zwycięzcami rajdu została belgijska załoga Freddy Loix i Frédéric Miclotte jadący samochodem Škoda Fabia S2000. Wyprzedzili oni Francuzów Bryana Bouffiera i Xaviera Panseriego w Peugeocie 207 S2000 i Irlandczyków Craiga Breena i Paula Nagle'a w Peugeocie 207 S2000.
Rajdu nie ukończyło 55 załóg. Na 2. odcinku specjalnym odpadł Czech Jaroslav Orsák w Mitsubishi Lancerze Evo IX R4, który miał wypadek. Na tym samym oesie wypadł Fin Mikko Pajunen w Fordzie Fieście S2000, który miał awarię napędu. Na 4. odcinku specjalnym wycofał się Francuz Robert Consani w Renault Mégane RS. Na 14. oesie z rajdu wycofał się Nowozelandczyk Hayden Paddon w Fordzie Fieście S2000, który miał wypadek. Z kolei na 20. oesie awarii napędu doznał Francuz Jean-Matthieu Leandri jadący Peugeotem 207 S2000.

## Klasyfikacja ostateczna
| Miejsce                              | Zawodnik                 | Pilot                    | Samochód                   | Czas                     | Strata                   | Punkty                   |
| ERC (punktowane pozycje)             | ERC (punktowane pozycje) | ERC (punktowane pozycje) | ERC (punktowane pozycje)   | ERC (punktowane pozycje) | ERC (punktowane pozycje) | ERC (punktowane pozycje) |
| ------------------------------------ | ------------------------ | ------------------------ | -------------------------- | ------------------------ | ------------------------ | ------------------------ |
| 1.                                   | Freddy Loix              | Frédéric Miclotte        | Škoda Fabia S2000          | 2:32:19.4                |                          | 37                       |
| 2.                                   | Bryan Bouffier           | Xavier Panseri           | Peugeot 207 S2000          | 2:33:40.4                | +1:21.0                  | 30                       |
| 3.                                   | Craig Breen              | Paul Nagle               | Peugeot 207 S2000          | 2:34:11.9                | +1:52.5                  | 26                       |
| 4.                                   | Andy Lefevre             | Andy Vangheluwe          | Mitsubishi Lancer Evo X R4 | 2:38:55.8                | +6:36.4                  | 15                       |
| 5.                                   | Hermen Kobus             | Erik de Wild             | Ford Fiesta S2000          | 2:39:00.6                | +6:41.2                  | 13                       |
| 6.                                   | Michał Sołowow           | Sebastian Rozwadowski    | Ford Fiesta RRC            | 2:39:19.4                | +7:00.0                  | 12                       |
| 7.                                   | Melisa Debackere         | Cindy Cokelaere          | Peugeot 207 S2000          | 2:41:57.9                | +9:38.5                  | 7                        |
| 8.                                   | András Hedik             | Krisztián Kertész        | Subaru Impreza STi R4      | 2:42:28.7                | +10:09.3                 | 4                        |
| 9.                                   | Antonín Tlusťák          | Jan Škaloud              | Škoda Fabia S2000          | 2:42:45.0                | +10:25.6                 | 2                        |
| 10.                                  | David Croes              | Eric Tack                | Mitsubishi Lancer Evo X    | 2:44:27.1                | +12:07.7                 | 1                        |
| Mistrzostwa Belgii (pierwsza trójka) |                          |                          |                            |                          |                          |                          |
| 1. (1.)                              | Freddy Loix              | Frédéric Miclotte        | Škoda Fabia S2000          | 2:32:19.4                |                          |                          |
| 2. (4.)                              | Andy Lefevre             | Andy Vangheluwe          | Mitsubishi Lancer Evo X R4 | 2:38:55.8                | +6:36.4                  |                          |
| 3. (5.)                              | Hermen Kobus             | Erik de Wild             | Ford Fiesta S2000          | 2:39:00.6                | +6:41.2                  |                          |

## Zwycięzcy odcinków specjalnych
| Dzień      | Odcinek | G. rozp. | Nazwa                 | Długość | Zwycięzca         | Czas    | Lider rajdu |
| ---------- | ------- | -------- | --------------------- | ------- | ----------------- | ------- | ----------- |
| 1 (28 CZE) | SS1     | 17:00    | Dikkebus 1            | 14.30km | Freddy Loix       | 8:12.4  | Freddy Loix |
| 1 (28 CZE) | SS2     | 17:35    | Wijtschate 1          | 24.89km | Freddy Loix       | 13:20.5 | Freddy Loix |
| 1 (28 CZE) | SS3     | 18:24    | Langemark             | 13.82km | Freddy Loix       | 7:45.1  | Freddy Loix |
| 1 (28 CZE) | SS4     | 20:15    | Dikkebus 2            | 14.30km | Freddy Loix       | 8:37.4  | Freddy Loix |
| 1 (28 CZE) | SS5     | 20:50    | Wijtschate 2          | 24.89km | Freddy Loix       | 14:00.3 | Freddy Loix |
| 1 (28 CZE) | SS6     | 21:15    | Mesen                 | 9.66km  | Hayden Paddon     | 6:00.4  | Freddy Loix |
| 2 (29 CZE) | SS7     | 10:38    | Vleteren - Krombeke 1 | 14.34km | Craig Breen       | 7:48.2  | Freddy Loix |
| 2 (29 CZE) | SS8     | 10:55    | Watou 1               | 12.44km | Craig Breen       | 6:53.3  | Freddy Loix |
| 2 (29 CZE) | SS9     | 11:13    | Westouter 1           | 7.39km  | Craig Breen       | 4:30.4  | Freddy Loix |
| 2 (29 CZE) | SS10    | 11:42    | Kemmelberg 1          | 14.19km | Craig Breen       | 8:10.5  | Freddy Loix |
| 2 (29 CZE) | SS11    | 13:37    | Heuvelland 1          | 14.99km | Craig Breen       | 8:22.0  | Freddy Loix |
| 2 (29 CZE) | SS12    | 14:32    | Lille-Eurométropole   | 9.85km  | Bryan Bouffier    | 5:12.7  | Freddy Loix |
| 2 (29 CZE) | SS13    | 15:10    | Show Wasquehal        | 1.88km  | Freddy Loix       | 1:22.8  | Freddy Loix |
| 2 (29 CZE) | SS14    | 16:05    | Hollebeke 1           | 28.82km | Bryan Bouffier    | 16:30.4 | Freddy Loix |
| 2 (29 CZE) | SS15    | 18:00    | Vleteren - Krombeke 2 | 14.34km | Bryan Bouffier    | 7:34.4  | Freddy Loix |
| 2 (29 CZE) | SS16    | 18:17    | Watou 2               | 12.44km | Bryan Bouffier    | 6:41.1  | Freddy Loix |
| 2 (29 CZE) | SS17    | 18:35    | Westouter 2           | 7.39km  | Craig Breen       | 4:21.1  | Freddy Loix |
| 2 (29 CZE) | SS18    | 19:04    | Kemmelberg 2          | 14.19km | Bryan Bouffier    | 8:01.0  | Freddy Loix |
| 2 (29 CZE) | SS19    | 20:59    | Heuvelland 2          | 14.99km | Bryan Bouffier    | 8:13.1  | Freddy Loix |
| 2 (29 CZE) | SS20    | 21:35    | Hollebeke 2           | 28.82km | odcinek anulowany | -       | Freddy Loix |